# طلب العروض

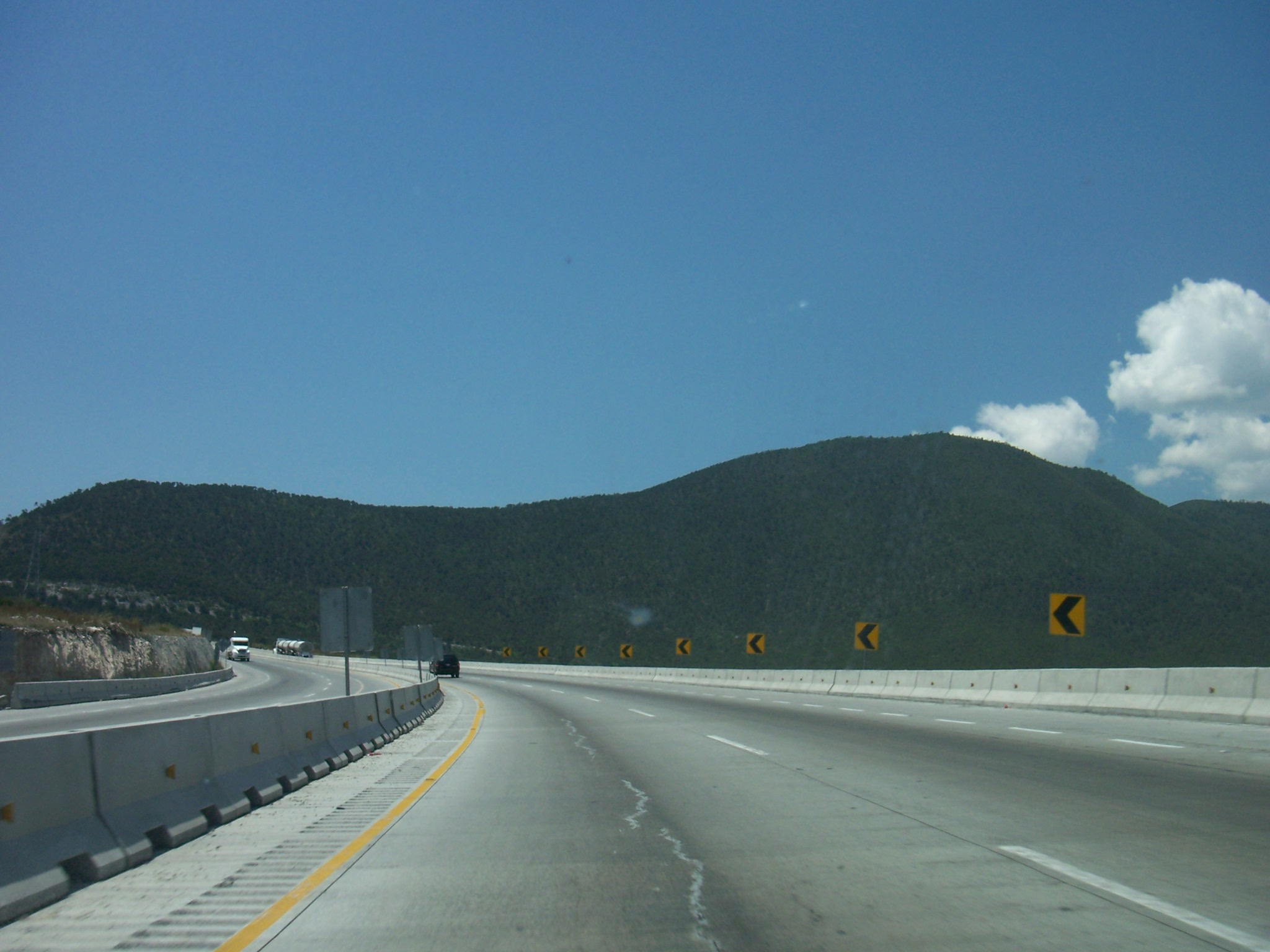

طلب العروض  في الاقتصاد (بالإنجليزية: call for bids أو call for tenders أو invitation to tender ) هي عملية خاصة بتجميع عروض من مختلف المتقدمين للقيام بعمل (إنشائي) أو خدمة أو توريد بضاعة معينة . ويسبق العملية عادة عملية تأهيل ابتدائية (pre-qualification questionnaire (PQQ.

## أنواع طلبات العروض
- طلب العروض المفتوح  Open tenders أو advertised tenders ويكون مفتوحا لجميع مقدمي العروض أو مفتوحا لجميع الموردين الموثوق في أدائهم .
- طلب العروض المحصور  restricted calls for tenders أو invited tenders وهو يوجه إلى فئة معينة من الموردين المختارين . وطلب العروض المحصور قد يجرى على مرحلتين، حيث تجهز المرحلة الأولى قائمة مختصرة للموردين المناسبين .

وتختلف أسباب طلب العروض المحصور من وجهة الغرض وحجم الشيء المراد أدائه أو شراءه :
- تواجد مورد وحيد مناسب للبضاعة المراد شرائها أو الخدمة المطلوب أدائها.
- يلزم للتوريد سرية أو كتمانا بين المتعاقدين مثل العقود العسكرية
- وجود حالة تلزمها السرعة في الإنجاز، مثل الحالات الطارئة،
- الرغبة في إبعاد متعهدين يتسمون بقلة إمكانياتهم التقنية أو المالية بحيث يكونوا عاجزين عن الإيفاء بالمطلوب منهم .

## المبادئ والكيفيات
يخضع طلب العروض للمبادئ التالية :
- دعوة إلى المنافسة، من خلال اشهار طلب العروض وتحديد الشروط المطلوبة من المتنافسين.
- فتح الاظرفة في جلسة عمومية (بستتناء طلبات العروض التي تطرحها إدارة الدفاع)
- فحص العروض من طرف لجنة طلب العروض
- تعيين لجنة طلب العروض وتتألف من : ممثل للإدارة صاحبة المشروع رئيسا، ممتلين اخرين للإدارة صاحبة المشروع ينتمي احدهما على الاقل إلى المصلحة المعنية بالعمل موضوع الصفقة، ممثل عن الخزينة العامة للدولة، ممثل للوزارة المكلفة بالمالية.

## اقرأ أيضا
- سعر الطلب
- المدين
- تخصيص الأموال
- حجم الأعمال (اقتصاد)